# Can Jeroni (Tagamanent)
Can Jeroni-Can Jeroni Perera, Cal Josep, és un mas desaparegut del vilatge de Les Casetes del Congost, a Santa Eugènia del Congost, municipi de Tagamanent (Catalunya)

## Descripció
És una masia enderrocada els anys 70 (s.XX) datada al segle xvii situada a un pla al nord de Can Pere Jan. Trobareu el pla de l'antic emplaçament a mà esquerra tot pujant per l'antic camí de Les Casetes del Congost, davant de Can Pere Moliner. És esmentada en una obra cabdal per conèixer la toponímia de Tagamanent.

## Llibre d'Enric Garcia-Pey, Tagamanent, noms de cases i de lloc, Ajuntament de Tagamanent, any 1998
Queda un petit pla a ponent de can Pere Moliner, a les Casetes del Congost, on hi havia aquesta casa, ara desapareguda. Després també es va conèixer per can Jeroni Perera.
..."Geroni alias Bentura Corominas. Una casa possehida per dit duenyo anomenada cal Geroni ab son hort de dos cortans terra tersera qualitat ab oliveras. Afronta a lleban ab cal Pou, a mitg dia ab Jaume Torn, a ponen cal Farres, i a Tremontana ab cal Capellà" (APE, ll. RT, núm. 67)